# Vocabulario de Comercio Medieval
El Vocabulario de Comercio Medieval es una publicación electrónica que desea convertirse en un diccionario de comercio medieval (siglo XIII-XVI) que abarque, por un lado la obra digitalizada de Miguel Gual Camarena, (tanto la publicada como la inédita) y por otra el vaciado documental generado por el proyecto “Materiales para un repertorio de terminología histórica referente a pesas, medidas, monedas, mercaderías e instituciones económicas” (siglo XIII-XVI) fruto este último de una Beca Juan March en los años 70.
El diccionario es una herramienta de gran utilidad para los filólogos e historiadores de la lengua española, consiguiendo la recuperación de un patrimonio léxico de gran valor y ofrecerlo a toda la comunidad científica mediante el formato digital, para ello se cuenta con la participación la Universidad de Murcia y la Biblioteca Universitaria.

## Fases
El trabajo se realizó en dos fases diferenciadas dada su envergadura.

### Primera fase
Se digitalizaron más de 200 000 registros que son una fuente importante sobre léxico comercial en la Edad Media. Todo lo digitalizado es el legado Gual Camarena, conservado por su familia y donado a la Universidad de Murcia, que contiene tanto la parte publicada en sus libros, como la inédita, no menos importante.

### Segunda fase
La segunda fase comprendió la digitalización de los materiales elaborados gracias a la Beca Juan March por una treintena de profesores de las Universidades de Granada, Murcia, Málaga, Navarra, Mallorca, Valencia y Barcelona. Este trabajo supuso un exhaustivo vaciado de archivos y publicaciones económicas.

## Contenido del legado
El legado Gual Camarena, fruto de la donación de la familia a esta Universidad, se compone de tres partes diferenciadas:
- La primera son los materiales elaborados por autor a lo largo de toda su vida, que aportan al diccionario los contenidos de diez (10) ficheros, clasificados por voces. Este material contiene referencias tanto de voces que aparecen en documentos publicados como procedentes de archivos que visitó el autor. En total se digitalizaron cerca de 100 000 fichas.

- La segunda es la publicada por el profesor Gual:
  - GUAL CAMARENA, Miguel, Primer manual hispánico de mercadería (siglo XIV), Barcelona, (1981), 323,
  - GUAL CAMARENA, Miguel, Vocabulario del comercio medieval. Colección de aranceles aduaneros de la Corona de Aragón (siglo XIII y XIV), Tarragona, (1968), 531,

- Y la tercera son las voces redactadas por el prof. Gual de la Beca March (letras A y B)

## La Beca Juan March
En 1972, la Fundación Juan March, avaló a un grupo de investigadores de la Universidades de Granada, Murcia, Málaga, Navarra, Barcelona, Valencia y Mallorca, para que iniciaran la tarea de vaciar las fuentes documentales medievales para la redacción de un Diccionario de Comercio Medieval. Miguel Gual Camarena, catedrático de Historia Medieval de la Universidad de Granada coordinó los trabajos, pero su prematura muerte en 1974 paralizó la investigación, cuando la fase de campo estaba ya terminada y se iniciaba la redacción de las voces, en concreto estaban terminadas las letras A y B del diccionario.
La digitalización del trabajo elaborado con la Beca March, unos cien mil registros (100 000), fue la última fase del proyecto dada la complejidad de derechos, (están implicados una treintena de profesores).

## La Universidad de Murcia
La Universidad de Murcia se implicó desde el primer momento en aportar toda la infraestructura necesaria para que el trabajo fuera una realidad. La Biblioteca de la Universidad es la encargada de la coordinación y custodia posterior de todos los materiales digitalizados y el servicio de ATICA, es el encargado de dar la cobertura informática, con el diseño, programación, hospedaje y mantenimiento web de la publicación.